# Ciclisme als Jocs Olímpics d'estiu de 1896 - Carretera individual homes
La competició carretera individual, única cursa en carretera d'aquests Jocs, es va disputar el 12 d'abril. La distància a recórrer fou de 87 km. pels voltants de la ciutat de Marató. Set ciclistes hi van prendre part, cinc grecs, un alemany i un britànic.
Konstandinidis des de bon començament liderà la prova, però una avaria va fer que Battel el passés. Una caiguda d'aquest últim va ajudar que el grec guanyés la prova, amb 20' d'avantatge sobre el segon classificat.

## Medallistes
| Or                       | Plata              | Bronze        |
| Aristidis Konstandinidis | August von Gödrich | Edward Battel |

## Resultats
| Posició | Ciclista                 | Temps      |
| ------- | ------------------------ | ---------- |
| Or      | Aristidis Konstandinidis | 3h 22' 31" |
| Argent  | August von Gödrich       | 3h 42' 18" |
| Bronze  | Edward Battel            | desconegut |
| 4-7     | Georgios Aspiotis        | desconegut |
| 4-7     | Miltiades Iatru          | desconegut |
| 4-7     | Konstandinos Konstandinu | desconegut |
| 4-7     | Georgios Paraskevópulos  | desconegut |